# Kenneth Oakley
Kenneth Page Oakley (* 7. April 1911 in Amersham, Buckinghamshire; † 2. November 1981 ebenda) war ein britischer Geologe und Paläoanthropologe. Oakley entwickelte die Fluor-Datierung, ein Verfahren zur relativen Altersbestimmung von Knochenfunden anhand ihres Fluor-Gehalts, und trug hierdurch 1953 maßgeblich zum Nachweis bei, dass der sogenannte Piltdown-Mensch eine Fälschung war.

## Leben und Werk
Kenneth Oakley besuchte in Amersham die Dr Challoner’s Grammar School, an der sein Vater, Tom Page Oakley, als Schulleiter tätig war. Danach wechselte er auf die University College School in Hampstead und schließlich 1930 ans University College London. 1933 erwarb er dort seinen ersten akademischen Grad in den Fächern Geologie und Anthropologie. 1934, kurz nachdem er an seiner Dissertation zu arbeiteten begonnen hatte, wurde er beim British Geological Survey angestellt, von dem er jedoch bereits 1935 vom British Museum (Natural History) abgeworben und als Geologe stellvertretender Kurator des Museums in der Abteilung für Paläontologie wurde. Hier arbeitete er bis zu seiner Pensionierung, zuletzt von 1959 bis 1969 als Leiter der für ihn eingerichteten Unterabteilung Anthropologie. Seinen Doktorgrad mit einer Studie über Bryozoa aus dem Silur erwarb er 1938 am University College London.
Zu seinen Aufgaben als Beschäftigter des Museums gehörten u. a. die Beteiligung an geologische Forschungsprojekte in England und das Bestimmen von dem Museum eingereichten Fossilien; zudem erwarb Oakley sich fundierte Fachkenntnisse in Bezug auf paläolithische Steinwerkzeuge und archäologische Ausgrabungen.
Während des Zweiten Weltkriegs verbrachte Oakley seinen Wehrdienst in einer Forschungseinrichtung des Geological Survey, wo er u. a. über den Nutzen von Phosphat in Dünger und von Fluor für die Zahngesundheit forschte. In dieser Zeit stieß er auf die Studien des französischen Chemikers Marie Adolphe Carnot, der sich rund 50 Jahre zuvor dem Nachweis von Fluor in Fossilien und in neuzeitlichen Knochen gewidmet hatte. Oakley eignete sich die Methodik der Fluor-Datierung an und entwickelte sie in den folgenden Jahren zu einer weltweit genutzten Methode zur relativen Datierung von fossilen Knochen. Da die Konzentration von Fluor im Boden von Ort zu Ort sehr unterschiedlich sein kann, können mit Hilfe der Fluor-Datierung nur Funde vom gleichen Ort zuverlässig als jünger / älter unterschieden werden.
Ein erster, von Louis Leakey angebotener Test an dessen homininen Funden aus den frühen 1930er-Jahren in Kanjera (Kenia) schlug allerdings 1947 fehl: Das Grundwasser an den Fundstellen war extrem reich an Fluor. Im Boden liegende Knochen waren deshalb schon nach sehr kurzer Zeit so stark mit Fluor angereichert, dass kurz oder lang eingebettete Knochen mit der Fluor-Methode nicht mehr beweiskräftig unterschieden werden konnten. Ein erster Erfolg wurde jedoch 1949 publiziert, nachdem das 1895 in Kent entdeckte Galley-Hill-Skelett anhand des Fluorgehalts zweifelsfrei als neuzeitlich erkannt worden war, während beispielsweise der Anatom Arthur Keith es trotz unklarer geologischer und zweifelsfrei auf Homo sapiens verweisender morphologischer Befunde als sehr alt interpretiert hatte. Zugleich wurde 1949 dem Swanscombe-Schädel anhand eines Fluor-Tests das ihm zugeschriebene – aber von einigen Forschern angezweifelte – hohe Alter bestätigt. Diese beiden Studien veranlassten Oakley, sich anschließend einem seit nahezu 40 Jahren umstrittenen Fossilienfund zu widmen, dem Piltdown-Menschen. Dessen Fossilien – ein menschenartiger Schädel mit einem affenartigen Unterkiefer – waren zwischen 1908 und 1912 in Südostengland entdeckt worden und hatten zu weitreichenden Hypothesen zur Herkunft und Evolution des anatomisch modernen Menschen (Homo sapiens) geführt. In zwei im Jahr 1950 veröffentlichten Studien wies Oakley nach, dass die Piltdown-Funde zwar annähernd gleich alt sind, jedoch zweifelsfrei weit jünger sind als die ursprünglich geschätzte Datierung ins Mittelpleistozän. Dieser Befund führte zu einer neuerlichen Überprüfung der Piltdown-Fossilien und letztlich am 21. November 1953 zur Enthüllung der Piltdown-Funde als Fälschung, als Kombination eines mittelalterlichen Menschenschädels mit einem rund 500 Jahre alten Unterkiefer eines Orang-Utans.
Nach seiner Entlassung aus dem Militärdienst war Oakley 1947 zurück ans British Museum gegangen, wo er zuständig für die Ausstellung von Fossilien und Steinwerkzeugen sowie für das Verfassen von Museumsführern wurde. Innerhalb von zwölf Monaten schrieb er 1948/49 die beiden Bücher The Succession of Life Through Geological Time und Man the Tool-Maker, die beide in den folgenden zwei Jahrzehnten zahlreiche Neuauflagen erlebten. Zugleich wurde er häufig als Experte für die Fluor-Datierung in die wissenschaftliche Beschreibung von homininen Fossilien einbezogen, beispielsweise bei der Altersbestimmung der Red Lady of Paviland, des Broken-Hill-Schädels, des Schädels von Florisbad und des Schädeldachs von Saldanha. Er arbeitete sich zugleich in die Methodik anderer Datierungsverfahren ein, woraus 1964 sein Fachbuch Frameworks for Dating Fossil Man hervorging; 1959 publizierte er beispielsweise mit Hessel de Vries eine Radiokarbondatierung der Piltdown-Funde.
Kenneth Oakley war seit 1941 mit seiner Ehefrau Margaret verheiratet, das Paar hatte zwei Kinder. Er litt jahrzehntelang an fortschreitender Multipler Sklerose, weswegen er bereits im Alter von 57 Jahren seine Anstellung am British Museum aufgab und zuletzt nicht mehr laufen konnte.

## Ehrungen
Seit 1957 war Oakley Mitglied der British Academy.

## Schriften (Auswahl)
- The Succession of Life Through Geological Time. Trustees of the British Museum, London 1948.
- Man the Tool-Maker. Trustees of the British Museum, London 1949, 5. Auflage 1960: Volltext.
- The Solution of the Piltdown Problem. Bulletin of the British Museum (Natural History), Geology. Band 2, Nr. 3, London 1953, Volltext.
- Further Contributions to the Solution of the Piltdown Problem. Bulletin of the British Museum (Natural History), Geology. Band 2, Nr. 6, London 1955, Volltext.
- Fluorine, Uranium, and Nitrogen Dating of Bone. In: Edward Pyddoke (Hrsg.): The Scientist and Anthropology. Roy Publishers, New York 1963, S. 111–119.
- Frameworks for Dating Fossil Man. Routledge, New York 1964, doi:10.4324/9780203791585.
- The Problem of Man's Antiquity. A Historical Survey. Bulletin of the British Museum (Natural History), Geology. Band 9, Nr. 5, London 1964.
- Catalogue of Fossil Hominids. 3 Bände. British Museum (Natural History), London 1967, 1971 und 1977.
- Datierung menschlicher Fossilien. Gustav Fischer Verlag, Stuttgart 1971, ISBN 978-3-437-30107-0.
- Decorative and Symbolic Uses of Vertebrate Fossils. Oxford University Press, Oxford 1975.
- Relative Dating of the Fossil Hominids of Europe. Bulletin of the British Museum (Natural History), Geology, Band 34, Nr. 1, London 1980.

## Belege
1. 1 2 3  Frederick William Shotton: Oakley, Kenneth Page, 1911–1981. In: Biographical Memoirs of Fellows of the British Academy. 19. April 2016, Zugang zum Volltext.
2. ↑  Adolphe Carnot: Recherche du fluor dans les os modernes et les os fossiles. In: Comptes rendus hebdomadaires des séances de l’Académie des sciences. Band 114, 1892, S. 1189–1192; Adolphe Carnot: Sur la composition des ossements fossiles et la variation de leur teneur en fluor dans les différentes étages géologique. In: Comptes rendus hebdomadaires des séances de l’Académie des sciences. Band 115, 1892, S. 243–246.
3. ↑  Kenneth Page Oakley: Fluorine and the Relative Dating of Bones. In: The Advancement of Science. Band 4, Nr. 16, 1948, S. 336–337.
4. ↑  Louis Leakey: Fossil Human Remains from Kanam and Kanjera, Kenya Colony. In: Nature. Band 138, 1936, S. 643, doi:10.1038/138643a0.
5. ↑  Kenneth Page Oakley und Montague Francis Ashley Montague: A re-consideration of the Galley Hill skeleton. In: Bulletin of the British Museum (Natural History). Geology Series. Band 1, 1949, S. 25–48, doi:10.5962/p.313842.
6. ↑  Kenneth Page Oakley und C. Randall Hoskins: New Evidence on the Antiquity of Piltdown Man. In: Nature. Band 165, 1950, S. 379–382, doi:10.1038/165379a0.
7. ↑  Kenneth Page Oakley: Relative Dating of the Piltdown Skull. In: Advancement of Science. Band 6, 1950, S. 343–344, Volltext.
8. ↑  Matthew R. Goodrum und Cora Olson: The quest for an absolute chronology in human prehistory: Anthropologists, chemists and the fluorine dating method in palaeoanthropology. In: The British Journal for the History of Science. Band 42, Nr. 1, 2009, S. 95–114, doi:10.1017/S000708740800157X, Volltext.
9. ↑  Hessel de Vries und Kenneth P. Oakley: Radiocarbon Dating of the Piltdown Skull and Jaw. In: Nature. Band 184, 1959, S. 224–226, doi:10.1038/184224a0.
10. ↑  Dr Kenneth P Oakley. Auf: britishmuseum.org, zuletzt eingesehen am 9. November 2021.

| Personendaten    | Personendaten                                           |
| ---------------- | ------------------------------------------------------- |
| NAME             | Oakley, Kenneth                                         |
| ALTERNATIVNAMEN  | Oakley, Kenneth Page; Oakley, Kenneth P.; Oakley, K. P. |
| KURZBESCHREIBUNG | britischer Geologe und Paläoanthropologe                |
| GEBURTSDATUM     | 7. April 1911                                           |
| GEBURTSORT       | Amersham, Buckinghamshire                               |
| STERBEDATUM      | 2. November 1981                                        |
| STERBEORT        | Amersham, Buckinghamshire                               |